# HMS Magnanime (1780)
HMS Magnanime (1772) — 64-пушечный линейный корабль 3 ранга Королевского флота. Заказан 16 октября 1775. Спущен на воду 14 октября 1780 на королевской верфи в Дептфорде. Назван в честь приза, взятого у французов в 1748 году. Принадлежал к типу Intrepid сэра Джона Уильямса.

## Служба
Принят в службу в октябре 1780. Капитан — Чарльз Вулсли (англ. Charles Wolseley).
В 1781 отбыл к Гибралтару в составе эскадры. Впоследствии ушёл в Индийский океан, где принял участие в нескольких сражениях с французами: у Провидиена, у Негапатама, Тринкомали и Куддалора.
Вернулся в Англию и был выведен в резерв в июне 1784 года.
В 1794—1795 срезан до 44-пушечного razée 5 ранга. В ноябре 1794 вновь введён в строй. Капитан — Айзек Шомберг (англ. Isaac Schomberg).
В новом качестве принял участие во Французских революционных войнах. В 1802 году снова в резерве.
Во время Наполеоновских войн использовался как плавучая батарея и госпитальное судно.
Разобран в июле 1813 года в Ширнессе.